# Taintnops goloboffi
Taintnops goloboffi là một loài nhện trong họ Caponiidae.
Loài này thuộc chi Taintnops. Taintnops goloboffi được Norman I. Platnick miêu tả năm 1994.